# Rudi Bach

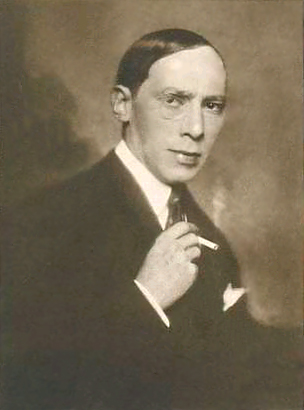
Rudi Bach auf einer Fotografie von Nicola Perscheid

Rudi Bach (Pseudonym Idur Rivus; * 20. Januar 1886 als Anton Bach in Hamburg; † wahrscheinlich Mitte/Ende September 1942 im KZ Auschwitz) war ein deutscher Schauspieler, Drehbuchautor und Filmregisseur.

## Leben
Der Sohn des Versicherungsbeamten Otto Bach und seiner Frau Helene, geb. Wahle, besuchte die Volksschule und das Untergymnasium in Wien. Anschließend ging er nach eigener Aussage auf eine Malakademie und ein Konservatorium. Mit 17 Jahren begann er seine künstlerische Laufbahn als Schauspieler beim Schmierentheater. Später sah man ihn auch unter der Leitung von Josef Jarno am Theater in der Josefstadt und an Montis Operettentheater in Berlin, wo er als erster Komiker eine Anstellung fand. Am Theater des Westens setzte man ihn nicht nur erneut als Komiker ein, sondern ließ ihn bis 1922 auch Stücke inszenieren. Danach versuchte sich Bach am Kabarett.
Im Jahre 1912 kam Rudi Bach erstmals mit dem Film in Berührung und inszenierte in den knapp zehn folgenden Jahren nach eigenen Angaben 108 Lustspiele und 46 Dramen. Nebenbei trat er auch als Schauspieler vor die Kamera. Ein Großteil seiner Arbeiten waren Kurzfilme. So initiierte er beispielsweise zu Beginn seiner Karriere die beliebte Purzel-Lustspielreihe. Mit einer Hannoveraner Produktion beendete Bach 1922 seine umfangreiche Leinwandkarriere.
Nach der Machtergreifung der Nationalsozialisten emigrierte Rudi Bach, der jüdischer Herkunft war, zunächst in die Tschechoslowakei und dann nach Frankreich. Nach der deutschen Einnahme Frankreichs wurde er im Sammellager Drancy interniert und am 18. September 1942 in das KZ Auschwitz deportiert. Von den insgesamt 922 Deportierten wurden nur 31 Männer zur Zwangsarbeit selektiert, sodass der 56-jährige Bach aller Wahrscheinlichkeit nach kurz nach seiner Ankunft in Auschwitz ermordet wurde. 
Rudi Bach, der gelegentlich auch unter dem Pseudonym Idur Rivus gearbeitet hat, gilt unter anderem als Entdecker von Lissy Arna. Ab 1910 war er mit Ludmilla Richter verheiratet.

## Filmografie (als Regisseur)
- 1912: Purzel & Co.
- 1912: Purzel in der Sommerfrische
- 1912: Purzel als Tennisspieler
- 1912: Purzel als Schornsteinfeger
- 1912: Purzel als Radfahrer
- 1912: Purzel als Erbe
- 1913: Purzel als Ehemann
- 1918: Wenn die rote Heide blüht
- 1918: Schnurzel soll sich verloben
- 1918: Arme kleine Eva
- 1919: Sanatorium zum Amor (auch Drehbuch)
- 1919: Lissys Flimmerkur
- 1919: Lissys Brautnacht
- 1919: Herrin ihrer Tat (auch Drehbuch)
- 1919: Die Dienerschaft läßt bitten
- 1920: Wallys Pech
- 1920: Wallys Hauslehrer
- 1920: Wally, die Stütze
- 1920: Wallys Verlobung
- 1920: Wally, die Perle
- 1920: Tom Black, der Verbrecherfürst (vier Teile)
- 1920: Meernixe
- 1920: Ottchen macht alles
- 1920: Expreßheirat
- 1920: Das Gastmahl des Satans
- 1920: Das Geheimnis von Schloß Totenstein
- 1920: Die Gespenster-Wally
- 1921: Söhne der Hölle
- 1921: Der Held des Tages
- 1922: Die büßende Magdalena

## Filmografie (als Schauspieler)
- 1912: Purzel als Tennisspieler
- 1912: Die Papierspur
- 1918: Wenn die rote Heide blüht
- 1918: Tausend und eine Frau
- 1919: Sanatorium zum Amor
- 1919: Die Dienerschaft läßt bitten
- 1921: Schnurzel als Modell